# Alamis hypophaea
Alamis hypophaea är en fjärilsart som beskrevs av Achille Guenée 1852. Alamis hypophaea ingår i släktet Alamis och familjen nattflyn. Inga underarter finns listade i Catalogue of Life.